# 바람 타는 남자
"바람 타는 남자"는 한국에서 제작된 박남수 감독의 1983년 영화이다. 김추련 등이 주연으로 출연하였고 박종구 등이 제작에 참여하였다.

## 출연

### 주연
- 김추련
- 진도희
- 임옥경
- 문미봉

## 기타
- 원작자: 고사리
- 조명: 조기남